# جرانوالا
جرانوالا (بالأردوية: جڑانوالہ)‏ هي مستوطنة، في باكستان، تقع في Faisalabad District ‏، بلغ عدد سكانها 127,973 نسمة وذلك حسب إحصائيات سنة 2017.